# Голова (должность)

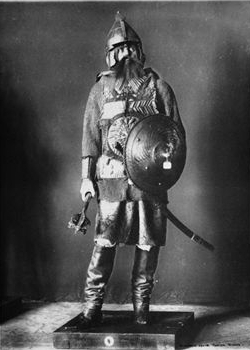
Московский сотенный голова — сотник Русской рати.

Голова, глава — название титула русских военных и административных должностей, позже применяемое в средствах массовой коммуникации общее название руководителя какой-либо организации, например, глава государства и так далее.
Головы в зависимости от должности имели различные права и обязанности и подчинялись (находились в ведении), в разной степени подчинения, у воевод как должностные лица. В литературе также встречается название «глава», например: градской глава. Нахождение в должности головы называется «головством».

## Должности

### В России
На Руси в России в различные периоды существовали следующие военные и административные должности. Трудно было бы перечислить все должности, в которые выбирались или назначались головами или головами с целовальниками.
В XVI — XVII веках выборные должностные лица, заведовавшие сборами в Русском государстве:
- житничный голова[5] (упразднена в 1679 году);
- кабацкий голова (питейные сборы);
- таможенный голова;
- соляной голова;

Сих казаков называли городовыми и поместными; они имели своих голов и атаманов. Головы стрелецкие из городов и головы казачьи признаваемы были в одинаковой степени.— В. Д. Сухоруков
В XVI—XVII веках военные должностные лица:
- объезжий голова[6] (городской полицейский);
- засечный голова[7];
- заставный голова[8];
- Голова у снаряда или наряда — начальник артиллерии, позже пушкарский голова[9] (упразднена в 1679 году);
- стрелецкий голова[10] (начальник, в зависимости от рода оружия, формирования и поселения, численностью от 500 и до 1000 человек личного состава);
- казачий голова[11];
- письменный голова[12];
- татарский  голова[13];
- станичный голова[14] (сторожевой голова[14]);
- осадный голова[15] (упразднён в 1679 году);
- и другие;

В XVIII — начале XX веков выборные городские и сословные должности:
- городской голова (с 1767 года);
- волостной голова;
- ремесленный голова (с 1785 года)[16].

В СССР голова — название советских глав администрации (совета, колхоза и прочее) на юге Российской СФСР, Украинской ССР и Кубани.

### В других странах
В наше время на Украине должность главы городского совета официально называется «городской голова».